# 木下雄介
木下雄介（日语：／ Kinoshita Yūsuke，1993年10月10日—2021年8月3日）是日本职业棒球选手，出生于大阪府大阪市的平野区。他在球场的位置是投手，为右投右打型棒球选手。

## 个人简历

### 学生时代
木下雄介中學时就读于大阪市立加美中学校时，曾为日本少年棒球联盟的加美Wings Boys队（现“大阪加美Boys队”）打球。高校时，木下雄介就读于生光学园高等学校。在他高三时，他代表生光学园高等学校棒球队在全国高等学校棒球锦标赛德岛大会上与德島縣立德島商業高等學校战至延长赛而惜败，错失全国大赛的参赛权。 不过随后被高校棒球四国选拔队选中而前往夏威夷参加国际赛事。
次年，木下雄介前往驹泽大学就读大学；却因为肘部骨折而在一年后退学。 随后他在大阪市打工，他在担任过健身房教练后于2014年成为一家房地产公司的销售人员。受到同为高校棒球四国选拔队队友增田大辉活跃于四国岛联盟plus球队德岛蓝短袜的启发，他于2015年在赛季开始前的3月以练习生的身份加入该球队。

### 德岛时代
2015年赛季开始后，木下雄介与德岛蓝短袜签订排他性球员合同。本赛季他总共登板15次，平均防御率5.12。
2016年的个人第二赛季，木下雄介主要以救援投手的身份登板。本赛季他总共出赛28场，平均防御率为3.45。在该赛季，他还被选入联盟北美选拔队。
在2016年10月20日举行的选秀大会上，木下雄介以育成选手第一名的身份被中日龙指名。 双方签署了一份安家费200万日元及预估年薪300万日元的球员合同。 木下雄介获得的球服背号为201号。木下雄介参见选秀时已经结婚，所以他是和妻子一起参加的入队记者会。

### 中日时代
2017年赛季，木下雄介在日职棒的二軍登板22次。 并且在2017年11月20日至25日于台湾举行的亚洲冬季棒球联赛中代替被辞退的滨田智博以额外选拔的名义成为日职棒西军的选手。 同时在当年的11月12日，木下雄介以相同条件与中日龙续约。 有评论员就这份续约指出“（木下雄介的）挑战很明显。他有很多技术方面的问题需要解决，比如提高变化球的进度以及增强直球的质量”，并认为木下雄介在2018年赛季的目标是能成为中日龙的大名单球员。

### 现役死讯
現年27歲的日木下雄介，2021年7月6日練習的時候，突然昏迷倒地；經過一個月治療之後，仍然在8月3日過世。由於中日龍隊曾經安排在6月底的時候，全隊施打新冠疫苗，而木下就是在接種疫苗之後不久倒地。目前還要進一步調查，木下之死是否與施打疫苗有關。

## 技术特点
木下雄介的投球以最高速达150km/h的快速球和落差极大的指叉球闻名。从2021年开始转行为解说员的藤川球儿表示“从2年前就开始在意了”，并表示木下的投球姿势是右手的顶入法很好，因此投出来的直球不仅很强而且角度很好。根据藤川的评价，木下雄介的投球轨迹非常接近自己和赖德尔·马丁内斯。

## 球员数据

### 日职棒年度投手数据
| 年度          | 球队          | 登板 | 先发 | 完投 | 完封 | 无 四 球 | 胜投 | 败投 | 救援 成功 | 中继 成功 | 胜率   | 打者 | 投球局数 | 被 安 打 | 被本 垒打 | 被四 坏球 | 被 敬 远 | 被 死 球 | 夺 三 振 | 暴投 | 犯规 | 失分 | 自 责 分 | 防御率 | WHIP |
| ------------- | ------------- | ---- | ---- | ---- | ---- | -------- | ---- | ---- | --------- | --------- | ------ | ---- | -------- | -------- | --------- | --------- | -------- | -------- | -------- | ---- | ---- | ---- | -------- | ------ | ---- |
| 2018年        | 中日龙        | 14   | 0    | 0    | 0    | 0        | 0    | 0    | 0         | 1         | 不適用 | 73   | 16.2     | 17       | 2         | 9         | 0        | 0        | 18       | 1    | 0    | 10   | 10       | 5.40   | 1.56 |
| 2019年        | 中日龙        | 5    | 0    | 0    | 0    | 0        | 0    | 0    | 0         | 0         | 不適用 | 30   | 6.1      | 8        | 0         | 3         | 0        | 0        | 6        | 1    | 0    | 4    | 4        | 5.68   | 1.74 |
| 2020年        | 中日龙        | 18   | 0    | 0    | 0    | 0        | 0    | 0    | 1         | 0         | 不適用 | 81   | 17.2     | 19       | 1         | 12        | 0        | 1        | 24       | 1    | 0    | 9    | 8        | 4.08   | 1.75 |
| 合计（3年）： | 合计（3年）： | 37   | 0    | 0    | 0    | 0        | 0    | 0    | 1         | 1         | 不適用 | 184  | 40.2     | 44       | 3         | 24        | 0        | 1        | 48       | 3    | 0    | 23   | 22       | 4.87   | 1.67 |

### 日职棒年度守备数据
| 年度          | 球队          | 投手 | 投手 | 投手 | 投手 | 投手 | 投手   |
| 年度          | 球队          | 出场 | 接杀 | 助杀 | 失误 | 双杀 | 守备率 |
| ------------- | ------------- | ---- | ---- | ---- | ---- | ---- | ------ |
| 2018年        | 中日龙        | 14   | 1    | 2    | 0    | 0    | 1.000  |
| 2019年        | 中日龙        | 5    | 0    | 2    | 0    | 0    | 1.000  |
| 2020年        | 中日龙        | 18   | 0    | 1    | 0    | 0    | 1.000  |
| 合计（3年）： | 合计（3年）： | 示例 | 示例 | 示例 | 0    | 0    | 1.000  |

### 日职棒投手记录
- 首次登板：2018年4月15日，对横滨DeNA海湾之星第三场（横滨球场）。第八局下半场以第三投手身份救援登板，终局无失分。

- 首次夺三振：2018年6月5日，对千叶罗德海洋第一场（名古屋巨蛋）。第八局上半场，三振福浦和也。

- 首次中继成功：2018年9月1日，对读卖巨人第二十二场（名古屋巨蛋）。第十一局上半场以第七投手身份救援登板，一局无失分。

- 首次救援成功：2020年9月5日，对东京养乐多燕子第十四场（明治神宫球场）。第十局下半场以第六投手身份救援登板，终局无失分。

### 独立联盟年度投手数据
| 年度          | 球队          | 防 御 率 | 登板 | 胜投 | 败投 | 救援 成功 | 完投 | 完封 | 无 四 球 | 投球 局数 | 打者 | 被 安 打 | 被本 垒打 | 夺 三 振 | 被四 坏球 | 被 死 球 | 失分 | 自 责 分 |
| ------------- | ------------- | -------- | ---- | ---- | ---- | --------- | ---- | ---- | -------- | --------- | ---- | -------- | --------- | -------- | --------- | -------- | ---- | -------- |
| 2015年        | 德岛          | 5.12     | 15   | 1    | 0    | 0         | 0    | 0    | 0        | 19.1      | 88   | 27       | 2         | 8        | 5         | 0        | 15   | 11       |
| 2016年        | 德岛          | 3.45     | 28   | 1    | 2    | 3         | 0    | 0    | 0        | 44.1      | 185  | 42       | 1         | 34       | 18        | 1        | 18   | 17       |
| 合计（2年）： | 合计（2年）： | 3.96     | 43   | 2    | 2    | 3         | 0    | 0    | 0        | 63.2      | 273  | 69       | 3         | 42       | 23        | 1        | 33   | 28       |

### 背番号
- 18（2015年－2016年）
- 201（2017年－2018年3月22日）
- 98（2018年3月23日－2021年8月）

### 代表经历
- 2017年亚洲冬季棒球联赛——日职西军代表

### 登场曲
- 《黄金魂（日语：黄金魂）》（湘南乃风）